# ジャー・ライオン
ジャー・ライオン（英: Jah Lion、1947年8月29日 - 1999年6月5日）は、ジャマイカのレゲエ・ミュージシャン。歌手やDJをしていた。
1966年、イーグルズというヴォーカル・グループでデビューし、その後メディテーターズというグループにも在籍していた。レコードのセールスマンをしながら音楽活動を続け、マイティ・ダイアモンズへの歌唱指導もした。そして1976年、リー・ペリーのブラック・アーク・スタジオで制作されたディージェイ・アルバム、「コロンビア・コリー」を発表した。
それから1983年以降、目立った活動はなかったが、1999年にキングストンで他殺死体として発見された。

## ディスコグラフィー

### アルバム
- Herbs of Dub (1974) DIP
- Soldier Round the Corner (1974) Plum Jam
- Colombia Colly (1976) アイランド・レコード
- The Humble One (1978) Front Line
- Black Moses (1979) Front Line
- Reggae Stick (1979) His Majesty
- Dread Lion Dub (1980) His Majesty
- In Action with Revolutionary Dub Band (1983) Vista Sounds

- The Good Old Days of the 70s (1998) Teem (with デニス・アルカポーン)
- A Double Helping of Jah Lloyd and King Tubby Teem (combines both 1974 albums)
- Final Judgement Teem